# Wachau
La Wachau è una valle dell'Austria formata dal fiume Danubio. È una delle principali mete turistiche della regione della Bassa Austria, situata fra le città di Melk e Krems. La valle è lunga circa 30 chilometri ed è abitata fin dalla preistoria. Un suo famoso sito turistico è la città di Dürnstein, dove il re inglese Riccardo Cuor di Leone venne fatto prigioniero dal duca Leopoldo V d'Austria.
La Wachau è nota per la produzione di albicocche e uva, utilizzate per la produzione di vini e liquori caratteristici. La Wachau – comprese le abbazie di Melk e di Göttweig e il centro storico di Krems – è stata aggiunta nel 2000 all'elenco dei Patrimoni dell'umanità dell'UNESCO grazie al suo unico paesaggio architettonico e culturale.
L'area protetta di Wachau dal 1994 è stata insignita del Diploma europeo delle aree protette.

## Galleria d'immagini

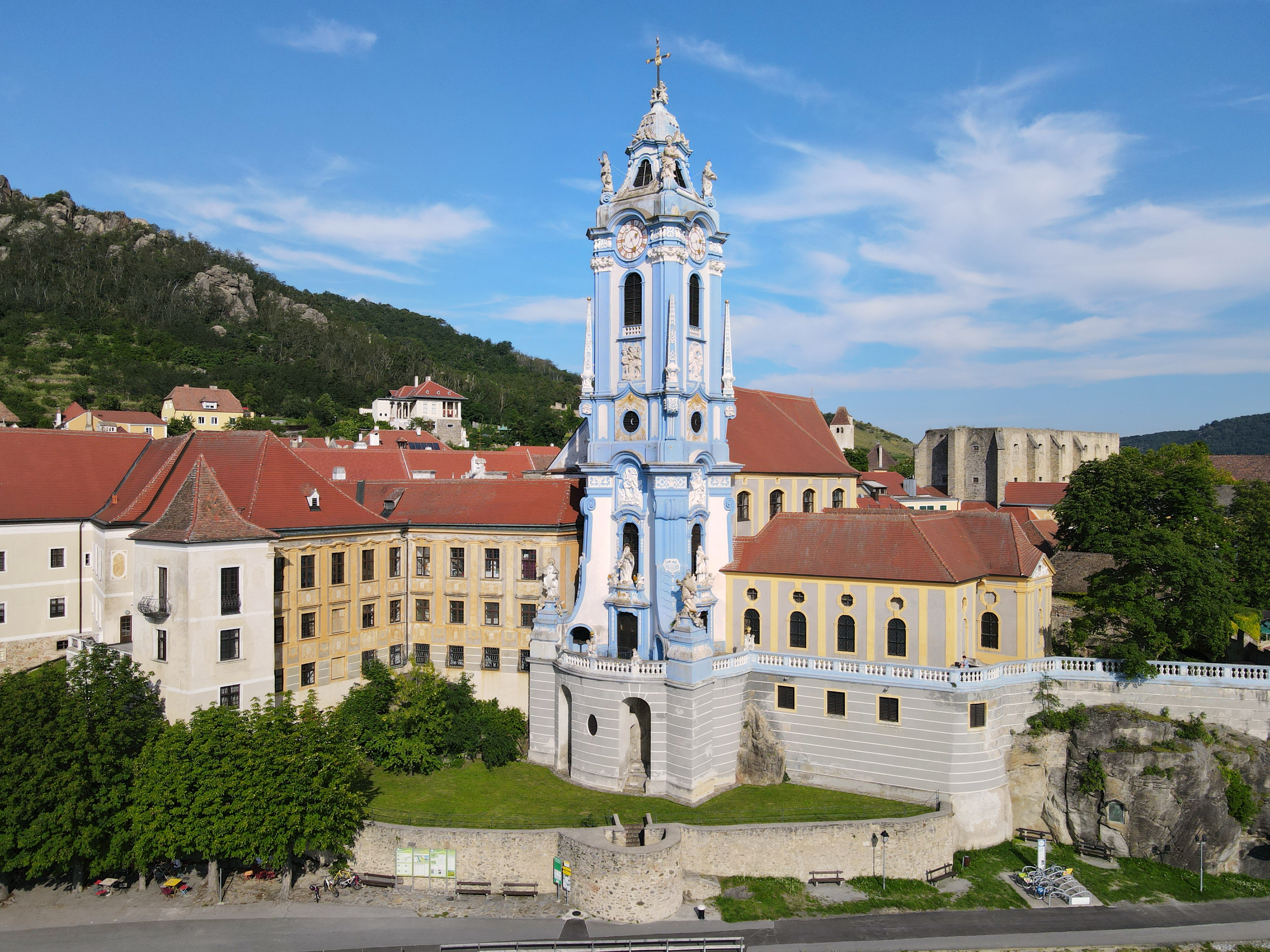
Campanile della chiesa dell'Assunta (Mariahimmelfahrt) a Dürnstein
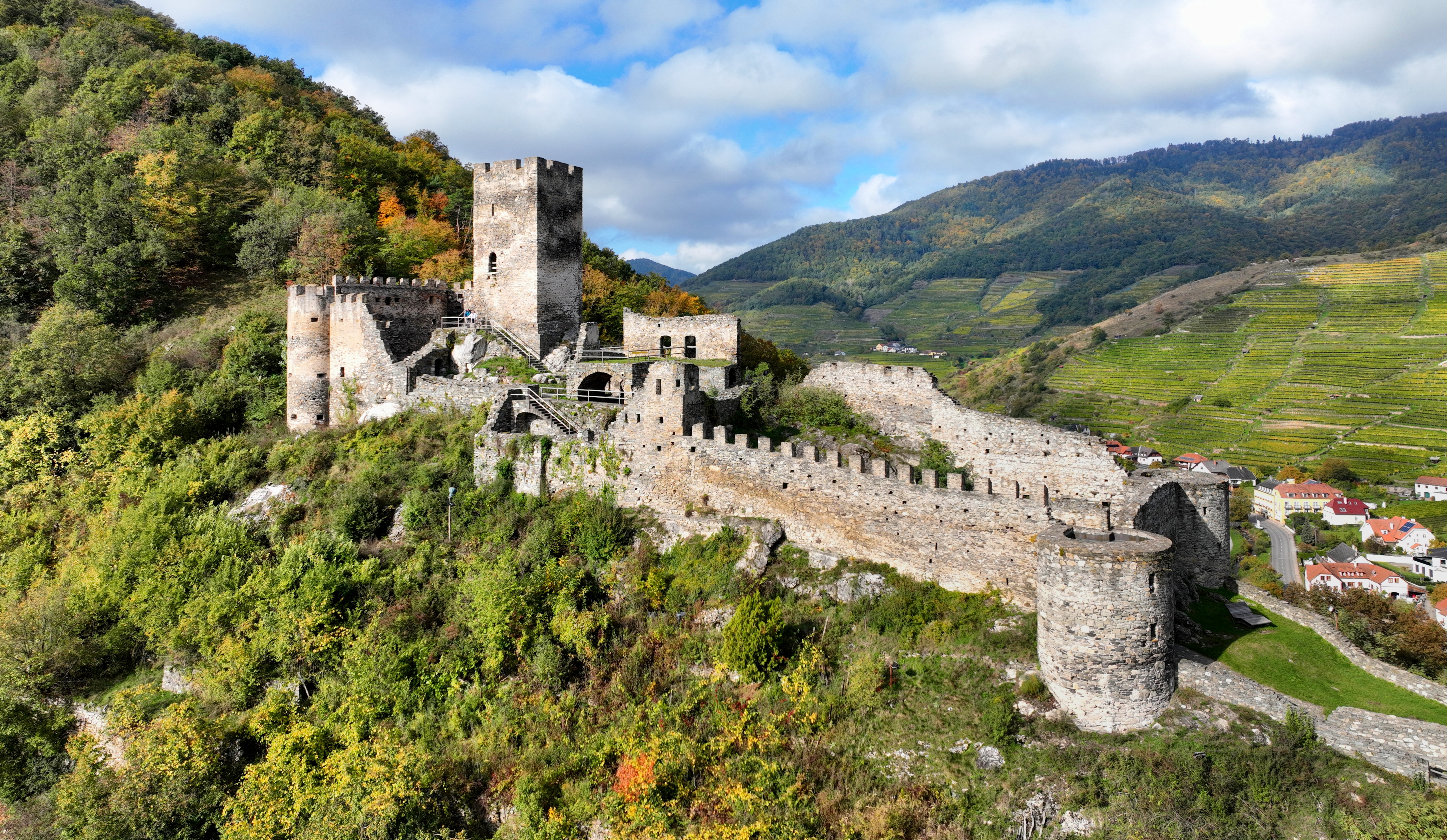
Le rovine Hinterhaus
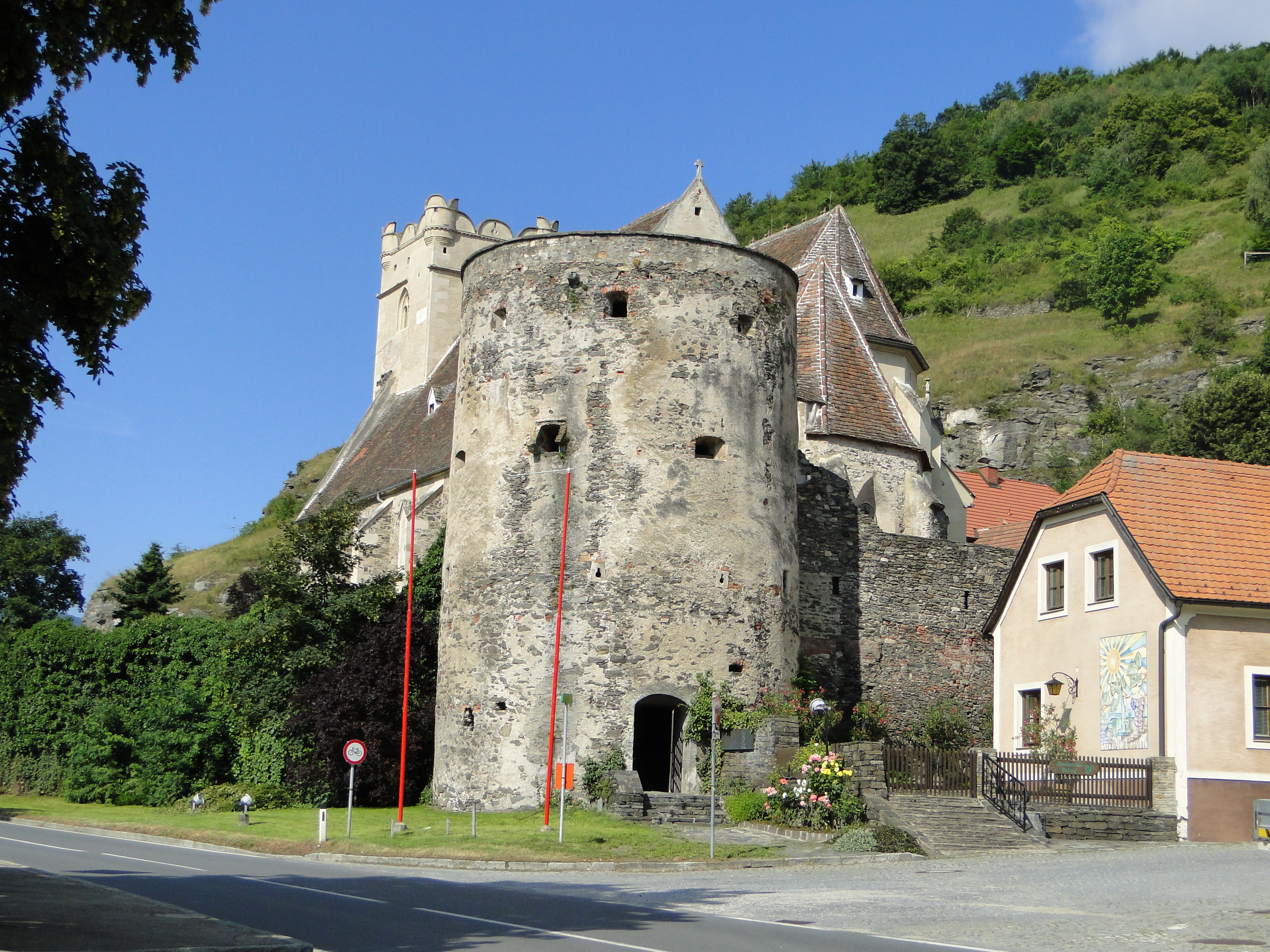
St. Michael nel Wachau
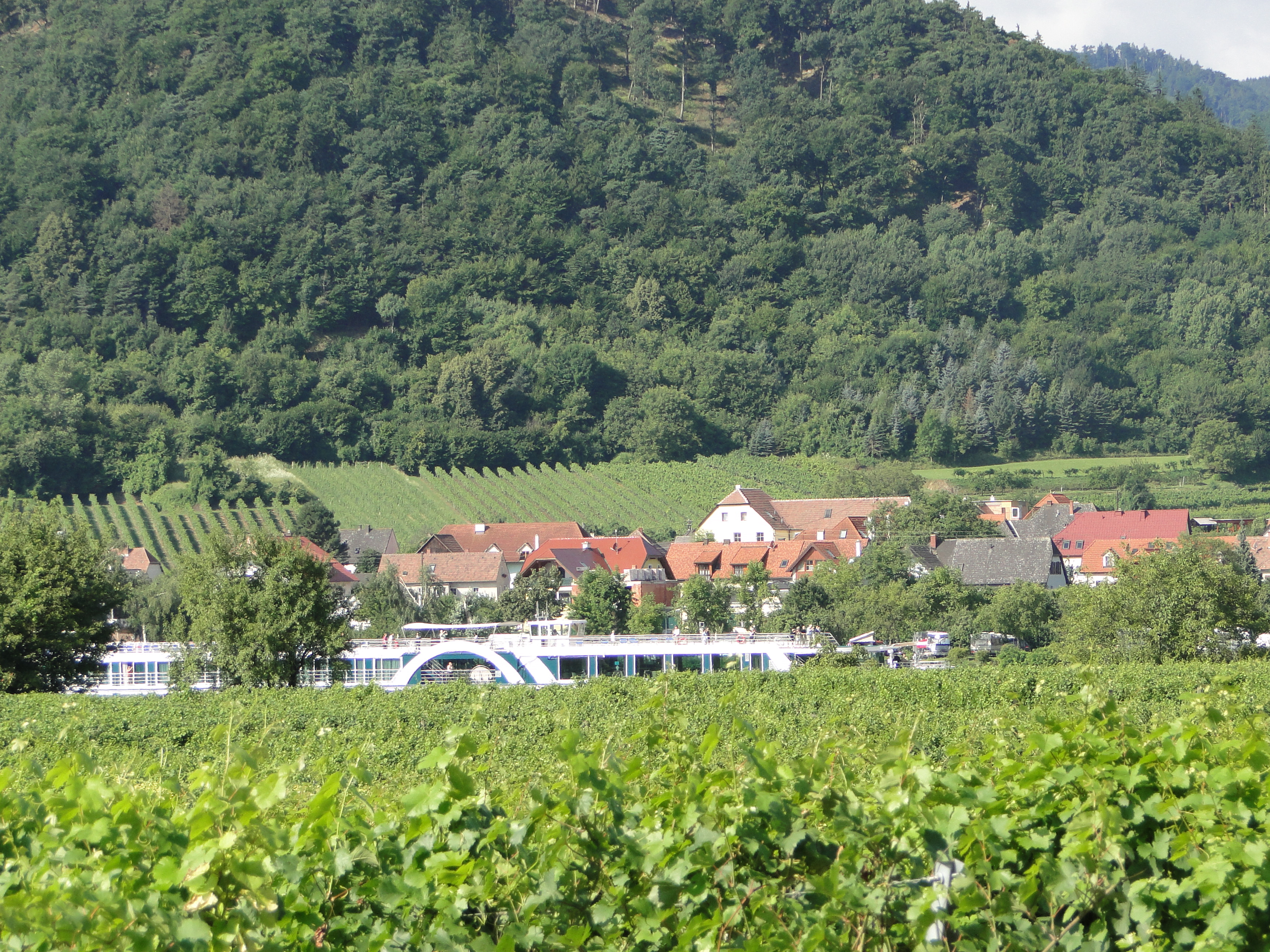
Battello tra i vigneti del Wachau
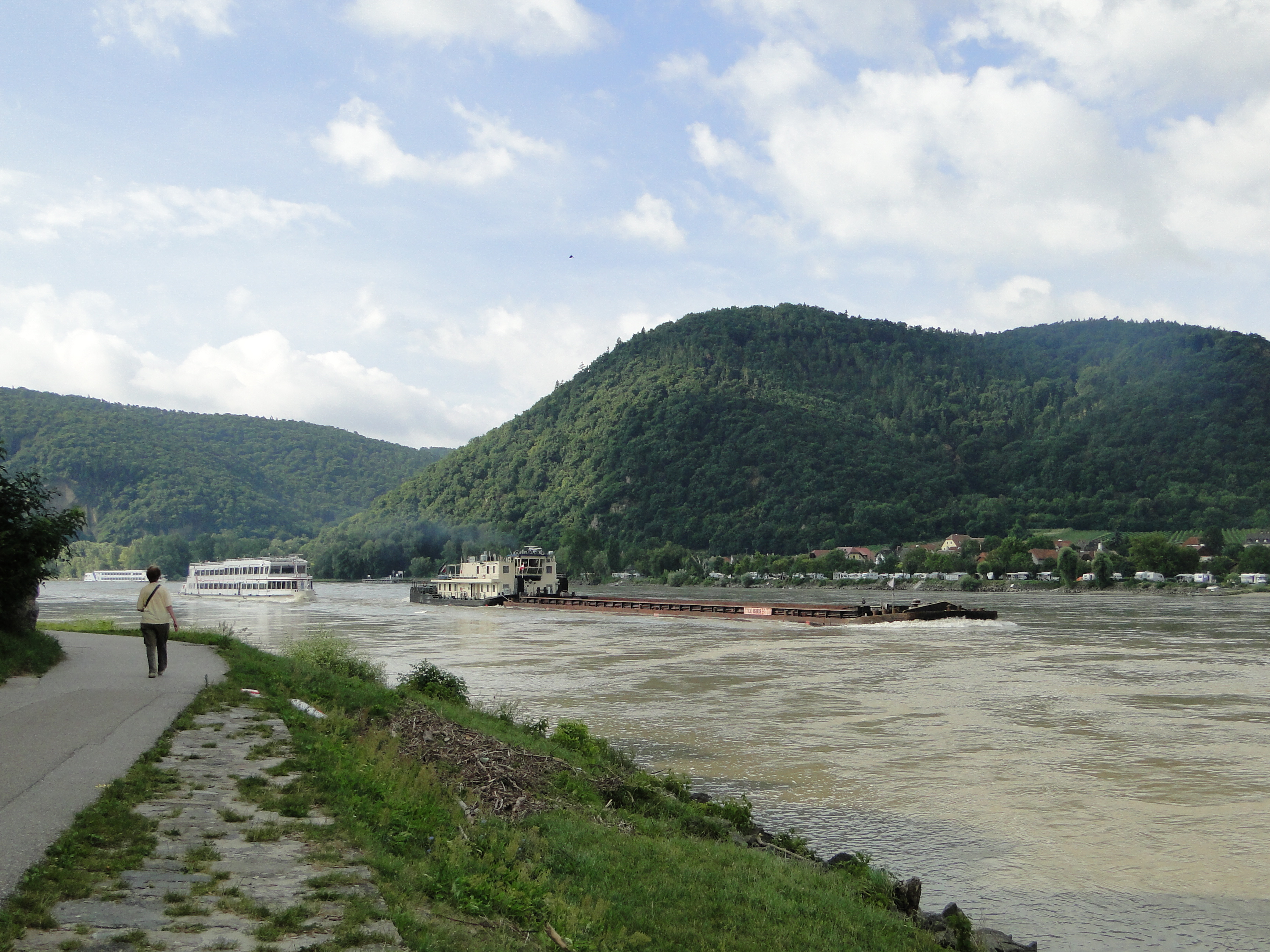
Il Danubio a Dürnstein
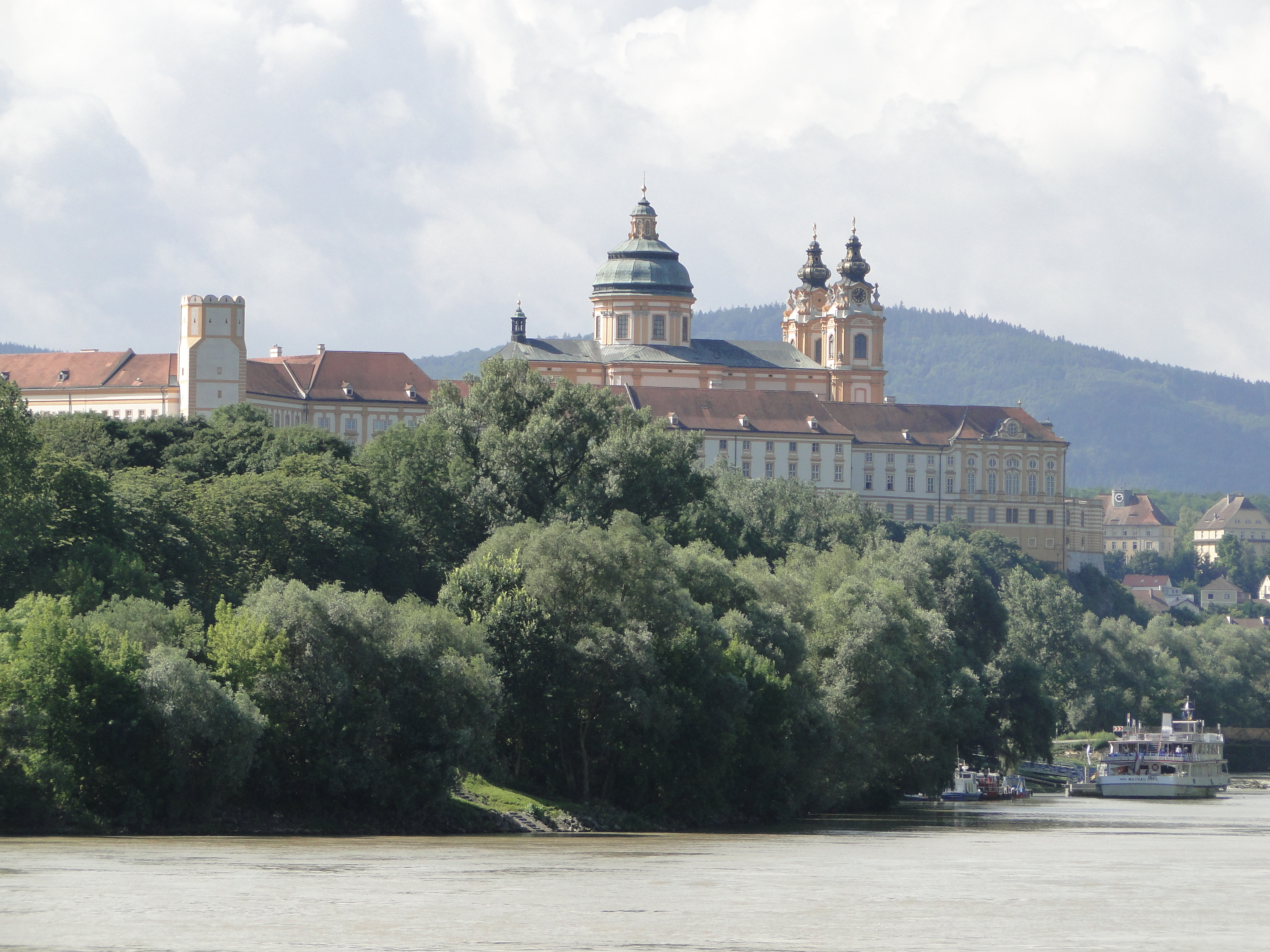
L'Abbazia di Melk
- Wachau (2008)